# Église Sainte-Eulalie de Secondigny
Pour les articles homonymes, voir Église Sainte-Eulalie.
L'église Sainte-Eulalie est une église catholique située à Secondigny, en France.

## Localisation
L'église est située dans le département français des Deux-Sèvres, sur la commune de Secondigny.

## Historique
L'Église, à l'exception des travées neuves de la nef a été classé au titre des monuments historique en 1929.